# Ridge Holland
Luke Menzies (* 29. Mai 1988 in Liversedge, West Yorkshire, England) ist ein englischer Wrestler und ehemaliger Rugbyspieler. Er steht derzeit bei der WWE unter Vertrag und tritt regelmäßig in deren Show SmackDown auf.

## Rugby-Karriere
Menzies unterschrieb im September 2007 bei Hull Kingston Rovers und trat 2008 ein Mal in der Super League auf. Nachdem Menzies Hull Kingston Rovers verlassen hatte, trat er für eine Reihe von Clubs der unteren Liga auf, darunter Batley Bulldogs, Oldham, Dewsbury Rams, Hunslet und Swinton Lions. Im Jahr 2014 schloss sich Menzies den Salford Red Devils an und trat einmal für den Club an. Im März 2015 schloss er sich den York City Knights an. Im Juni desselben Jahres wechselte er zu Halifax. 2017 trat er dem kanadischen Club Toronto Wolfpack für die Eröffnungssaison bei.

## Wrestling-Karriere

### Independent-Ligen (2016–2018)
Menzies begann seine Ausbildung zum professionellen Wrestler bei Marty Jones und debütierte im März 2016 bei diversen Independent-Ligen in Großbritannien. Er gewann die 3CW-Meisterschaft am 21. April 2018 bei 3CW Euphoria, nachdem er El Ligero, Joseph Conners und Rampage Brown in einem Fatal Four Way Match besiegt hatte. Am 19. Mai verlor er den Titel an Rampage Brown.

### World Wrestling Entertainment (seit 2018)
Im Mai 2018 wurde nach einigen Kämpfen bei britischen Independent-Ligen bekannt gegeben, dass Menzies bei der WWE unterschrieben hatte. In der NXT Ausgabe vom 29. August 2018 gab Menzies sein Fernsehdebüt und verlor gegen Keith Lee. Am 21. November 2019 gab er sein Fernsehdebüt für die Marke NXT UK unter dem Namen Ridge Holland und besiegte Oliver Carter. Am 30. Januar 2020 besiegte er bei NXT UK Tyson T-Bone. In der NXT-Ausgabe vom 29. Juli 2020 nahm er an einem Triple Threat Match gegen Oney Lorcan und Damian Priest teil, das Match konnte er nicht gewinnen. Ein weiteres Match gegen Johnny Gargano am 12. August 2020 verlor er.
Am 4. Oktober 2021 wurde er beim WWE Draft zu SmackDown gedraftet.

## Titel und Auszeichnungen
- 3 Count Wrestling
  - 3CW Championship (1×)